# ARIEL (宇宙望遠鏡)
ARIEL（Atmospheric Remote-sensing Infrared Exoplanet Large-survey, 系外惑星大気赤外線分光サーベイ衛星計画）は、欧州宇宙機関 (ESA) のコスミック・ビジョン計画の第4の中規模宇宙ミッション。このミッションは、既知の少なくとも1,000個の系外惑星をトランジット法を用いて観測し、それらの惑星大気の化学組成や熱構造を研究・特性評価することを目的としている。Arielは、ジェームズ・ウェッブ宇宙望遠鏡と比較して、小型の宇宙望遠鏡を用いるミッションとなり、惑星の特性評価のためにより多くの観測時間が確保される予定であり、2029年にアリアンスペースのアリアン6ロケットにより、コメット・インターセプターとともに打ち上げられる予定である。

## ミッション概要
Arielミッションは遠方の恒星を周回する1,000個の惑星を観測し、系外惑星の大気の化学組成に関する初の大規模調査を行う。このミッションは、惑星系がどのように形成され進化するのかという基本的な疑問に答えることを目的としている。搭載される分光計は光をスペクトルに分解し、惑星の大気中のガスの化学的特徴を特定する。これは、惑星の化学組成が形成される環境とどのように関連しているのか、またその形成と進化が主星によってどのように影響を受けるのかを理解することに繋がる。Arielミッションは多様な環境下にある多種多様な系外惑星を研究するが、特に恒星に近い軌道上の温暖な惑星に焦点を当てる予定。
Arielミッションは、ESAの11の加盟国のさまざまな機関からなるコンソーシアムによって開発されている。また、国際的な貢献者も4カ国から参加している。プロジェクトは、ユニバーシティ・カレッジ・ロンドンの主任研究者であるジョバンナ・ティネッティによって主導されている。彼女は以前、M3 Cosmic Vision の打ち上げ枠に提案されたが不成功に終わった「系外惑星特性評価望遠鏡 (EChO)」プロジェクトを主導していた。 ミッションの運用と宇宙機の管理は、ESAとミッション開発のコンソーシアムによって共同で行われ、調整された装置運用および科学データセンター (IOSDC) を通じて実施される。ミッション運用センター (MOC) はドイツのダルムシュタットにある欧州宇宙運用センター (ESOC) に設置される予定で、同時にAriel科学運用センター (SOC) はスペインのマドリード近郊にある欧州宇宙天文学センター (ESAC) に設置される。MOCは宇宙機そのものを担当し、SOCはミッションデータと宇宙機からダウンリンクされた科学データのアーカイブを担当する。IOSDCは、SOCが受信したデータに基づいてミッションからの成果を開発する手助けを行う。
2017年8月、NASAはESAの Cosmic Vision 計画選定の結果を条件として、「Contribution to ARIEL Spectroscopy of Exoplanets (CASE)」を「Partner Mission of Opportunity」として仮選定した。この提案に基づき、NASAはAriel宇宙機に2つの高精度ガイダンスセンサーを提供し、その見返りとして米国の科学者がミッションに参加する。CASEは2019年11月に正式に選定され、ジェット推進研究所 (JPL) の天体物理学者マーク・スウェイン(Mark Swain)が主任研究者として指名された。
2021年12月7日、ESAはArielの建設に関する2億ユーロの契約が「Airbus Defence and Space」に授与されたと発表した。
2023年12月6日、ESAはArielの建設を承認し、打ち上げ予定日を2029年に設定した。

## 人工衛星
Arielの人工衛星機の設計は、EChOミッション向けに意図された設計に基づいており、またプランク (人工衛星)の熱設計からの技術的継承を受けている。宇宙機の本体は、サービスモジュール (SVM）とペイロードモジュール (PLM) という2つの異なるモジュールに分かれている。SVMは「サンドイッチ」構造をしており、3枚のアルミニウム製V字溝と、低伝導性のグラスファイバー製二脚支柱3対がPLMを支えている 。PLM自体は、宇宙機のすべての科学機器と、楕円形の1.1×0.7メートルの主鏡を収容する基本的な水平望遠鏡構成が採用されている。打ち上げ時の宇宙機の燃料込みの重量は1300キログラムで、乾燥重量は1000キログラムとなる 。PLMはその質量の約300キログラムを占める予定。

### 望遠鏡
Arielの望遠鏡の組み立ては、オフアクシスのカセグレン望遠鏡で構成され、その後、ビームを再コリメートするために3番目の放物面鏡が配置されている。望遠鏡は、楕円形の1.1×0.7メートルの主鏡を使用しており、システムのイメージング品質は約3μm以上の波長で回折によって制限され、その焦点比（f値）は13.4である 。このシステムは、可視光および近赤外線スペクトルで画像を取得する。望遠鏡の赤外線分光器を1.95μmから7.8μmの範囲で動作させるために、望遠鏡は55Kの温度まで冷却される。

## 打ち上げと軌道
Arielの人工衛星は、現在開発中のアリアンスペースのアリアン62ロケットにより、2029年にコメット・インターセプターとともに打ち上げられる予定。打ち上げはフランス領ギアナのクールーにあるギアナ宇宙センターのアリアン打ち上げ施設4 (en:ELA-4) から行われ、これは将来のアリアン6の打ち上げのために特別に建設されている 。Arielは地球から150万キロメートルの距離にあるL2ラグランジュ点に向けて打ち上げられ、そこで系外惑星を検出するために必要な非常に安定した環境に置かれる予定である。